# براندون ويب
براندون ويب (بالإنجليزية: Brandon Webb)‏ هو لاعب كرة قاعدة أمريكي، ولد في 9 مايو 1979 في أشلاند في الولايات المتحدة.

## وصلات خارجية
- براندون ويب على موقع دوري كرة القاعدة الرئيسي (الإنجليزية)
- براندون ويب على موقعبيزبول رفرنس.كوم (الدوري الرئيسي) (الإنجليزية)
- براندون ويب على موقع إي إس بي إن.كوم (أم.أل.بي) (الإنجليزية)
- براندون ويب على موقع مشجعي الرسوم البيانية (الإنجليزية)